# Da Capo
Da Capo er en dansk kortfilm fra 2009 med instruktion og manuskript af Thea Friborg.

## Handling
Denne artikel mangler et handlingsreferat. Hjælp os med at skrive det.